# Liste der Monuments historiques in Vroncourt
Die Liste der Monuments historiques in Vroncourt führt die Monuments historiques in der französischen Gemeinde Vroncourt auf.

## Liste der Objekte
| Bezeichnung | Beschreibung             | Standort                                   | Kennzeichnung | Schutzstatus | Datum | Bild |
| ----------- | ------------------------ | ------------------------------------------ | ------------- | ------------ | ----- | ---- |
| Tabernakel  | Holz, vergoldet, um 1700 | in der Kirche Nativité-de-la-Vierge (Lage) | PM54002014    | Inscrit      | 1979  |      |